# روغن معطر
روغن‌های معطر که به‌عنوان روغن‌های آروماتیک و روغن‌های طعم‌دهنده نیز شناخته می‌شوند، ترکیبات معطر مصنوعی یا روغن‌های ضروری طبیعی هستند که با حامل‌هایی مانند پروپیلن گلیکول، روغن گیاهی یا روغن معدنی رقیق شده‌اند.
روغن‌های معطر در عطرسازی، شمع‌سازی، لوازم آرایشی و بهداشتی، طعم‌دهنده غذا استفاده می‌شود.
برخی از روغن‌های معطر عبارتند از (از طیف بسیار گوناگون):
- یلانگ یلانگ
- وانیل
- چوب صندل
- چوب سدر
- پرتقال ماندارین
- دارچین
- علف لیمو
- گل رز
- نعناع تند
- کندر
- ترنج
- نعنای هندی
- انگورفرنگی سیاه